# Tour da Tailândia feminino
O Tour da Tailândia feminino (oficialmente: The Princess Maha Chakri Sirindhon's Cup Women's Tour of Thailand (em inglês)) é uma carreira ciclista feminina por etapas que se disputa anualmente na Tailândia. Toma o seu nome oficial da princesa Maha Chakri Sirindhon. É a versão feminina da carreira do mesmo nome e celebra-se poucos dias após concluída a prova masculina.
A carreira criou-se em 2012 fazendo parte do Calendário UCI Feminino sob categoria 2.2 (última categoria do profissionalismo) até que em 2017 ascendeu à categoria 2.1. A prova sempre tem consistido de 3 etapas.

## Palmarés
| Ano  | Vencedor          | Segundo                  | Terceiro                           |
| ---- | ----------------- | ------------------------ | ---------------------------------- |
| 2012 | Liu Xin           | Mayuko Hagiwara          | Sun Ae Choi                        |
| 2013 | Thuy Dung Nguyen  | Huang Ting-ying          | Wilaiwan Kunlapha                  |
| 2014 | Meng Zhaojuan     | Jutatip Maneephan        | Hsiao Mei-yu                       |
| 2015 | Meng Zhaojuan     | Lauren Kitchen           | Nguyễn Thị Thật                    |
| 2016 | Yang Qianyu       | Huang Ting-ying          | Thi Thi Nguyen                     |
| 2017 | Phetdarin Somrat  | Nguyễn Thị Thật          | Miriam Bjørnsrud                   |
| 2018 | Olga Zabelinskaya | Karina Kasenova          | Gulnaz Khatuntseva                 |
| 2019 | Jutatip Maneephan | Teniel Campbell          | Yumi Kajihara                      |
| 2020 | Jutatip Maneephan | Supaksorn Nuntana        | Chaniporn Batriya                  |
| 2021 | Chaniporn Batriya | Satinee Juntima          | Jutatip Maneephan                  |
| 2022 | Phetdarin Somrat  | Hannah Seeliger          | Siti Nur Adibah Akma Mohammed Fuad |
| 2023 | Lee Eun-Hee       | Nur Aisyah Mohamad Zubir | Ayustina Priatna                   |
| 2024 | Jutatip Maneephan | Nguyễn Thị Thật          | Claudia Marcks                     |
| 2025 |                   |                          |                                    |

## Palmarés por países
| País      | Vitórias |
| --------- | -------- |
| Hong Kong | 2        |
| China     | 2        |
| Tailândia | 2        |
| Vietname  | 1        |
| Rússia    | 1        |